# Kanton Châteaugiron
Kanton Châteaugiron (francouzsky Canton de Châteaugiron) je francouzský kanton v departementu Ille-et-Vilaine v regionu Bretaň. Tvoří ho devět obcí.

## Obce kantonu
- Brécé
- Chancé
- Châteaugiron
- Domloup
- Nouvoitou
- Noyal-sur-Vilaine
- Saint-Armel
- Saint-Aubin-du-Pavail
- Servon-sur-Vilaine